# Hólmgjerðarfjall
Hólmgjerðarfjall är ett berg i republiken Island. Det ligger i regionen Austurland, 400 km öster om huvudstaden Reykjavík. Toppen på Hólmgjerðarfjall är 570 meter över havet.
Runt Hólmgjerðarfjall är det mycket glesbefolkat, med 3 invånare per kvadratkilometer. Närmaste större samhälle är Neskaupstaður, omkring 16 kilometer nordost om Hólmgjerðarfjall. Trakten runt Hólmgjerðarfjall består i huvudsak av gräsmarker.